# Sinagoga de Satanàs
A les cartes de les set esglésies d'Àsia o les set esglésies de l'Apocalipsi, esmentades en el Llibre de l'Apocalipsi del Nou Testament, situades a Esmirna i Filadèlfia (Apocalipsi 2:9 i 3:9), es fa referència a una sinagoga de Satanàs (grec: συναγωγή τοῦ Σατανᾶ, synagoge tou satana), en referència, en cada cas, a un grup que persegueix l'església "que diuen ser jueus però que no ho són".
Aquests versos s'han utilitzat sovint per justificar l'odi contra tots els jueus o subconjunts particulars de jueus moderns. Tanmateix, altres estudiosos acadèmics consideren ignorants del context bíblic a qui ho fa, basant-se en el fet que el presumpte autor de l'Apocalipsi era probablement jueu. :89

## Passatges de l'Apocalipsi
| «                                                                 | I escriu a l'àngel de l'església d'Esmirna: Aquestes són les paraules del primer i de l'últim, que era mort i va tornar a la vida: Conec la teva aflicció i la teva pobresa, encara que ets ric. Conec la calúmnia dels que diuen que són jueus i no ho són, sinó que són una sinagoga de Satanàs. | » |
| — Plantilla:Bibleref2, APOCALIPSI 2. Carta a l’església d’Esmirna | |   |

| «                     | I a l'àngel de l'església de Filadèlfia escriu... "Conec les teves obres. Mira, he posat davant teu una porta oberta, que ningú no pot tancar. Sé que tens poc poder i, tanmateix, tu has guardat la meva paraula i no has negat el meu nom. Faré que els de la sinagoga de Satanàs que es diuen que són jueus i no ho són, que menteixen, els faré venir i s'inclinaran davant dels teus peus, i aprendran que t'he estimat". | » |
| — Plantilla:Bibleref2 | |   |

## Altres usos
Un llenguatge semblant es troba als Manuscrits de la mar morta, on una petita secta jueva perseguida considerats les restes del judaisme apostata, anomenen als seus perseguidors "el grup de Belial" (Satanás).
La frase també es troba en un fragment d'una obra perduda sobre Dióscor I d'Alexandria, trobada al monestir copte de Sant Macari el Gran, a Egipte, de l'any 1923, i identificada pel teòleg nord-americà William Hatch. Hatch creu que el terme es refereix al Concili de Calcedònia, al qual va assistir Dióscor l'any 451 i del qual va ser deposat i exiliat pel seu monofisitisme.
El 1653, els quàquers Elizabeth Williams i Mary Fisher van atacar els membres del Sidney Sussex College de Cambridge per considerar-los "anticrists" i van anomenar a la seva universitat "una gàbia d'ocells impurs i una sinagoga de Satanàs". Per aquesta acció van ser flagellats públicament.
Billy Graham va utilitzar la frase "sinagoga de Satanàs" per referir-se als jueus en una conversa privada del 1973 a la Casa Blanca amb el president Richard Nixon. Quan les cintes de la conversa es van publicar, molts anys més tard, Graham es va disculpar pel que alguns van considerar uns comentaris antisemites.
L'encíclica Etsi multa, escrita pel papa Pius IX l'any 1873, es refereix a la maçoneria com "la sinagoga de Satanàs".